# Liolaemus salitrosus
Liolaemus salitrosus — вид ігуаноподібних ящірок родини Liolaemidae. Ендемік Аргентини. Описаний у 2021 році.

## Поширення і екологія
Liolaemus salitrosus відомі з кількох місцевостей, розташованих в департаменті Антофагаста-де-ла-Сьєрра в провінції Катамарка, на висоті 3349 м над рівнем моря.